# Emily VanCamp
Emily Irene VanCamp (Port Perry, 12 de maio de 1986) é uma atriz canadense. Ficou conhecida pelo seu trabalho nas séries Everwood, Brothers & Sisters e posteriormente, nas séries Revenge e The Resident. Emily também atuou no filme Captain America: The Winter Soldier, interpretando Sharon Carter, e reprisou o papel em Captain America: Civil War. 
Ela é casada com o também ator Josh Bowman, com quem contracenou em Revenge (telessérie), e juntos possuem duas filhas.

## Biografia
VanCamp nasceu em Port Perry, Ontário. Ela se mudou para Montreal, com doze anos de idade, depois de ter sido aceita na École supérieure de ballet du Québec. Ela fala francês e inglês fluentemente e tem três irmãs: Molly, Katie, e Alison.

## Carreira
VanCamp fez sua estréia na televisão aos 13 anos na série Are You Afraid of the Dark? exibida pela Nickelodeon entre 2002 a 2006. Também atuou como Amy Abbott na série de drama Everwood. Ela apareceu também no filme The Ring Two, e no curta-metragem deste mesmo filme. Ela também co-estrelou um episódio de Law & Order: Special Victims Unit no início de 2007.
Em 2007 VanCamp ganhou um papel na série da ABC, Brothers & Sisters, foi a sua segunda parceria com o produtor executivo Greg Berlanti de Everwood. O personagem de VanCamp, Rebecca Harper, foi introduzido como a filha do falecido William Walker interpretado por Tom Skerritt e sua amante de longa data, Holly Harper interpretada por Patricia Wettig. No início de 2010, foi anunciado que VanCamp iria aparecer em três episódios na 5 ª temporada da série para encerrar a história de sua personagem no seriado.
Em 2009, ela apareceu no filme Carriers. Ela estrelou em um filme de Hallmark Hall of Fame, intitulado Beyond the Blackboard, com seu ex-parceiro da série Everwood, Treat Williams, que foi ao ar na CBS em 24 de abril de 2011. Em 2011, ela foi escalada para o papel de Emily Thorne na série dramática Revenge exibida pela ABC, terminada em 2014 após 4 temporadas. Ainda em 2014, VanCamp co-estrelou Captain America: The Winter Soldier como Sharon Carter.

## Vida pessoal
É uma dançarina de balé e gosta de fotografar. É grande fã de hóquei no gelo, do time Montreal Canadiens.  Sabe montar cavalo talentosamente e ler espanhol.
Seu ex-namorado, Chris Pratt interpretou seu irmão em "Everwood". Já namorou o ator Joseph Morgan, interprete de Niklaus "Klaus" Mikaelson na série The Vampire Diaries e The Originals.
Em maio de 2017, VanCamp ficou noiva do também ator Josh Bowman com quem contracenava em Revenge. Os dois estão juntos desde outubro de 2011. Em 15 de dezembro de 2018, Emily e Josh se casaram nas Bahamas. Em agosto de 2021, Emily fez um breve anúncio pelo Instagram revelando o nascimento de sua primeira filha com Josh: "Bem vinda ao mundo, nossa doce pequena Iris. Nossos corações estão cheios". No dia 24 de fevereiro de 2024, anunciou sua segunda gravidez em sua conta do instagram. Sua segunda filha, Rio Rose, nasceu em 12 de março de 2024.

## Filmografia

### Cinema
| Ano  | Título                              | Papel                  |
| ---- | ----------------------------------- | ---------------------- |
| 2001 | Lost and Delirious                  | Allison Moller         |
| 2002 | No Good Deed                        | Connie                 |
| 2004 | A Different Loyalty                 | Jen Tyler              |
| 2005 | Rings                               | Emily (Curta-metragem) |
| 2005 | The Ring Two                        | Emily                  |
| 2007 | Black Irish                         | Kathleen McKay         |
| 2009 | Carriers                            | Kate                   |
| 2010 | Norman                              | Emily Parrish          |
| 2010 | Ben-Hur                             | Esther                 |
| 2014 | Captain America: The Winter Soldier | Sharon Carter          |
| 2015 | The Girl in the Book                | Alice Harvey           |
| 2016 | Captain America: Civil War          | Sharon Carter          |
| 2016 | Boundaries                          | Emily Price            |

### Televisão
| Ano             | Título                            | Papel                      | Notas                                                        |
| --------------- | --------------------------------- | -------------------------- | ------------------------------------------------------------ |
| 2000            | Are You Afraid of the Dark?       | Peggy Gregory              | 3 episódios                                                  |
| 2000            | Radio Active                      | Becky Sue Drummond         | 3x10                                                         |
| 2001            | All Souls                         | Kirstin Caine              | 1x02                                                         |
| 2001            | Dice                              | Johanna Wilson             | Minissérie de TV                                             |
| 2002            | Glory Days                        | Sam Dolan                  | Papel regular                                                |
| 2002 - 2006     | Everwood                          | Amy Abbott                 | Protagonista                                                 |
| 2007            | Law & Order: Special Victims Unit | Charlotte                  | 8x14                                                         |
| 2007—2010; 2011 | Brothers & Sisters                | Rebecca Harper             | Elenco Regular ( Temporadas 1—4 ) 5º Temporada (Participação |
| 2010            | Ben Hur                           | Esther                     | 1x02 e 1x03                                                  |
| 2011-2015       | Revenge                           | Emily Thorne/Amanda Clarke | Protagonista                                                 |
| 2018-presente   | The Resident                      | Nicolette Nevin            | Protagonista                                                 |
| 2021            | The Falcon and the Winter Soldier | Sharon Carter              | Elenco regular                                               |
| 2021            | What If..?                        | Sharon Carter              | Voz, 1 Episódio                                              |

#### Telefilme
| Ano  | Título                           | Papel          |
| ---- | -------------------------------- | -------------- |
| 2000 | Jackie Bouvier Kennedy Onassis   | Jackie Bouvier |
| 2002 | Redeemer                         | Alana          |
| 2007 | Brothers & Sisters: Family Album | Rebecca Harper |
| 2011 | Beyond the Blackboard            | Stacey Bess    |